# Druhá anglo-nizozemská válka
Druhá anglo-nizozemská válka (též druhá anglicko-holandská válka) byla součástí série čtyř anglo-nizozemských válek mezi Angličany (později Brity) a Nizozemci v 17. a 18. století vybojovaných za účelem získání nadvlády nad mořskými obchodními cestami.
Druhá anglo-nizozemská válka probíhala mezi Anglií a Spojenými provinciemi od 4. března 1665 do 31. července 1667. Anglie se pokusila ukončit nizozemskou dominanci nad světovým obchodem. Po počátečních úspěších Anglie válka skončila nizozemským vítězstvím. Anglické a francouzské rozladění nad výsledky války brzy vedlo k obnovení válečného stavu.